# 潘蕾
潘蕾(はん らい、1988年10月26日 - )は、中国黒竜江省出身の女子スノーボード選手。
2005年のユニバーシアードの女子ハーフパイプでは2位で銀メダルを獲得、2006年のトリノオリンピックでは中国代表としてハーフパイプに出場し予選28位に終わり、決勝進出はならなかった。